# Bitnami
Bitnami  é uma biblioteca de aplicativos de servidor, que facilita o processo de instalação e de gestão de pacotes de software através de aptop, em uma máquina virtual ou nuvem. A Bitnami é patrocinada pela Bitrock, empresa fundada em 2003 em Sevilha Espanha, por Daniel Lopez Ridruejo e Erica Brescia.  As ferramentas da Bitnami são usadas para instalar software em Linux, Windows, Mac OS X e Solaris .  A VMware comprou a Bitrock, junto com seus dois maiores produtos, a Bitnami e a InstallBuilder, em 15 de maio de 2019. 

## Visão geral da tecnologia
A ferramenta está disponível para aplicações web como WordPress, Drupal, Joomla! , Redmine, AbanteCart, PrestaShop, Magento, MediaWiki, etc. Além da própria ferramenta Bitnami, que contém software para executá-lo. Por exemplo, um projeto WordPress incluirá WordPress, bem como o banco de dados MySQL para gerenciar dados, servidor Web Apache para servir as páginas, biblioteca OpenSSL para funções criptográficas básicas e PhpMyAdmin para administrar MySQL. Os instaladores Bitnami são lançados sob a licença Apache 2.0. 
A Bitname também oferece serviço de gerenciamento automatizado em nuvem, permitindo aos usuários implantações automatizadas de aplicativos de servidor de código aberto na IBM Cloud,  Oracle Cloud, Amazon EC2, Azure e Google Cloud Platform . 
Desde julho de 2009, a Bitnami também oferece máquinas virtuais prontas para execução que contêm um sistema operacional Linux pré-configurado com requisitos mínimos. Bitnami oferece ferramentas open sources como módulos para o pacote XAMPP desenvolvido pela Apache Friends. 
A diferença distinta entre a instalação de instaladores Bitnami e instalações nativas (por exemplo, rpms e debs no Linux) é que eles são instalados de forma a evitar interferência com software e bibliotecas existentes. Se vários aplicativos estiverem instalados no mesmo servidor web, deverão ser feitas considerações para resolver conflitos em portas específicas.
Em 13 de fevereiro de 2009, a Bitnami anunciou o lançamento da pilha web Enano CMS,  que é única porque, de acordo com a Bitnami e o Projeto Enano CMS, o módulo pilha foi o primeiro a ser desenvolvido externamente. 
Em fevereiro de 2010, a Bitnami anunciou o lançamento do Bitnami Cloud Hosting , um serviço que permite implantar pilhas Bitnami na nuvem Amazon EC2, com monitoramento e backups automáticos.
Desde 2019, a Bitnami faz parte da VMware .  A VMware anunciou sua intenção de adquirir a Bitnami e prosseguiu em 15 de maio de 2019. 